# Manuel Thomas
Manuel Thomas (* 1940 in Speyer) ist ein deutscher Schriftsteller und Maler.
Nach dem Abitur am Kolleg St. Blasien studierte Thomas Malerei, Kunstgeschichte, Philosophie und Theaterwissenschaft in Mainz und München. Er erhielt 1969 den Förderpreis des Landes Rheinland-Pfalz, 1975 den Förderpreis der Stadt München, 1977 war er Stipendiat der Deutschen Akademie Rom Villa Massimo. 1987 nahm er ein Paris-Stipendium von Rheinland-Pfalz wahr, 1993 erhielt er den Preis des Turmschreibers der Stadt Deidesheim, 2017 den Kunstpreis der Ike und Berthold Roland-Stiftung, Mannheim. Thomas lebt in München, ist verheiratet mit der Journalistin Franziska Müller-Härlin und hat drei Söhne.

## Werke

### Romane
- Herr Mo oder Der Abstieg in den Hades (1962)
- Die Nabelschnur (1981)
- Scheidung (1986)

### Lyrik
- Ein Tag für heute (1965)
- Indios, Gedichte und Zeichnungen aus Peru (1968)
- Die Weihnachtsgeschichte zum Vorlesen (1976)
- Möglichkeiten des Wiedersehens (1981)
- Wege streuen (1993)

### Texte mit Graphik
- Texte und Zeichnungen (1970)
- Manuel Thomas – Von und Über (2002)
- Stoffe der Erinnerung. Marcel Proust im graphischen Werk von Manuel Thomas (2013)

Weitere Gedichte mit Radierungen bzw. Lithos sind als Mappenwerke erschienen: Indien, Die Pfalz, Südamerika, Wege durch Irland und Das Leben Jesu. Zu seinen Werken zählen außerdem Libretti: Gesucht werden Tote, eine Oper von Werner Haentjes, Uraufführung 1966 in Köln, und Inane, ein Monolog für Sopran und Orchester von Aribert Reimann, 1970 in Berlin uraufgeführt. Die Vertonung einiger seiner Gedichtzyklen von Werner Haentjes wurden von dem Sänger William Pearson uraufgeführt. Seit 1961 zeigte Thomas seine Arbeiten in etwa 100 Ausstellungen im In- und Ausland. Zahlreiche Reisen führten ihn durch fast alle europäischen Länder, in die damalige UdSSR, nach Indien, Nahost, Fernost und Südamerika, teilweise verbunden mit Lesungen und Ausstellungen für das Goethe-Institut. Seine Werkgruppen umfassen Zeichnungen, Druckgraphik, Gemälde, Aquarelle, Collagen, Hinterglasbilder, Buchillustrationen und Künstlerbücher, oft dokumentiert in Katalogen. Eine eigene Werkgruppe sind Blätter verschiedener Techniken zu Marcel Proust und dessen Werk Auf der Suche nach der verlorenen Zeit, mit dem sich Thomas seit 1975 bis heute immer wieder beschäftigt. Des Weiteren gestaltete er Teile der Innenausstattung von Sakralbauten in Rheinland-Pfalz, etwa die Chorwand der katholischen Kirche in Altrip (1980), und den fünfteiligen Wandelaltar in der katholischen Kirche Limburgerhof (1992). Zusammen mit seiner Frau hat er vier Reiseführer geschrieben.